# مركز مارشال لبعثات الفضاء

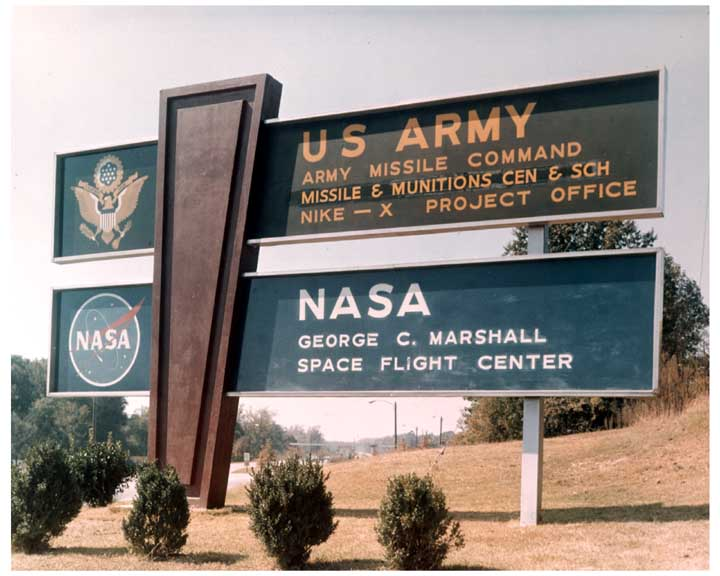
مركز مارشال لبعثات الفضاء.

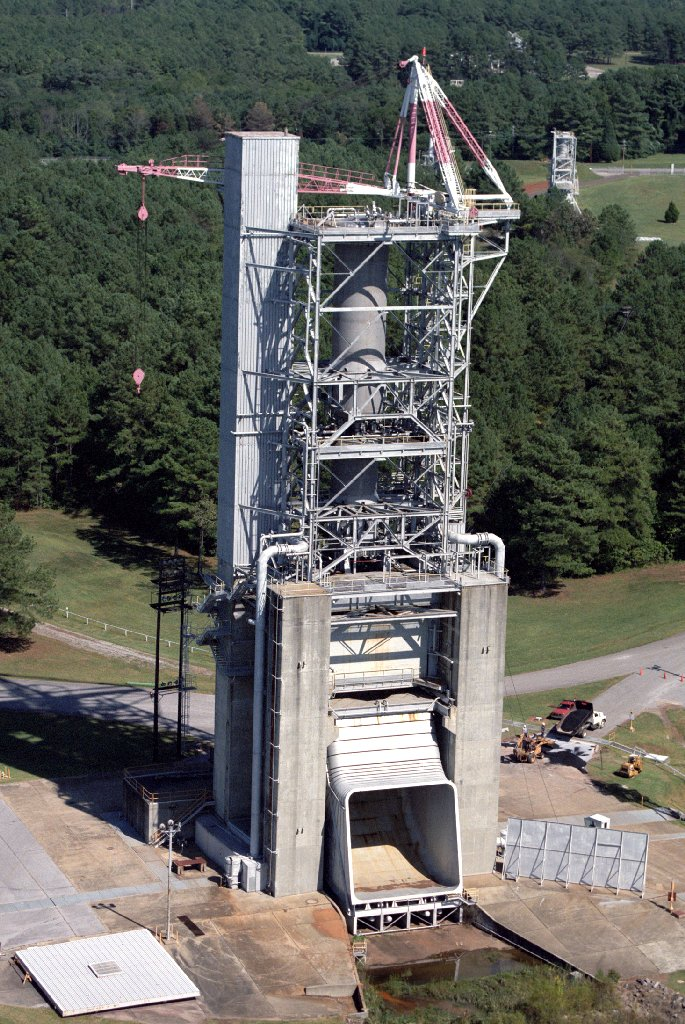
برج اختبار المحركات الصاروخية بمركز مارشال.

مركز مارشال لبعثات الفضاء (بالإنجليزية:Marshall Space Flight Center ) هو مركز تطوير الصواريخ للأغراض المدنية للولايات المتحدة الأمريكية ، وهو مقر ناسا الأساسي .ويشكل مركز مارشال حاليا المقر الرئيسي لمكوك الفضاء ولصناعة خزان الوقود الرئيسي له، وتجهيز الحمولات وتدريب أطقم البعثات من رواد الفضاء . كما تصمم فيه وحدات محطة الفضاء الدولية ISS ، وما يخصها من حواسيب وبرمجة وشبكة اتصالات وإدارة المعلومات . ويقع المركز في ردستون أرسينال بالقرب من هنتزفيل في ألاباما ، وسمي المركز تمجيدًا للجنرال جورج مارشال من قواد الجيش الأمريكي خلال الحرب العالمية الثانية.
كما يضم مركز مارشال مركز تعضيد العمليات بهنتزفيل HOSC وهو مؤسسة لتعضيد طيران مكوك الفضاء ، وتجهيز حمولاته والقيام بالاختبارات في مركز كينيدي للفضاء ، ويشرف على الرحلات إلى محطة الفضاء الدولية والتجارب التي تجرى فيها . كما يتابع المركز إقلاع الصواريخ والبعثات المنطلقة من قاعدة كيب كانافيرال للقوات الجوية في حالة وجود حمولة خاصة بمركز مارشال على صاروخ الإقلاع.

## التاريخ
كان مركز مارشال لبعثات الفضاء المركز الرئيسي الخاص بوكالة ناسا لتطوير أنظمة وتقنيات الدفع الصاروخي. وفي أثناء ستينيات القرن العشرين، كانت انشطة المركز مُكرسةً بشكل كبير لتطوير برنامج أبولو الفضائي، إذ كانت تُصمَّم مركبات الإطلاق «ساتورن»، وتُختبر في مركز مارشال لبعثات الفضاء.

### العمل الأرضي
بعد نهاية الحرب العالمية الثانية في مايو 1945 بألمانيا، بدأت الولايات المتحدة عملية مشبك الورق لجمع عدد من العلماء والمهندسين الذين كانوا محورًا للتقنيات العسكرية المتقدمة في ألمانيا النازية. وفي أغسطس 1945، وقع 127 خبيرًا بالصواريخ بقيادة فيرنر فون براون عقود عمل مع فيلق الذخائر بالجيش الأمريكي. وكان أغلبهم يعملون على تطوير الصاروخ فاو 2 تحت قيادة فون براون في بينامونده النازية.
وخلال الخمسة أعوام التالية آنذاك، عمل فون براون مع فريقه من العلماء والمهندسين الألمان على تطوير الصاروخ فاو 2 ليكون ملائمًا لاستخدامه في التطبيقات الأمريكية. أُجريت عمليات الاختبار في أرض اختبار وايت ساندس (نيومكسيكو) الموجودة بجوار المركز.
في أثناء الحرب العالمية الثانية، كانت الذخائر تُصنع وتُخزن بواسطة ثلاث ترسانات للأسلحة بالقرب من هنتسفيل (ألاباما). وبعد الحرب، أُغلقت هذه الترسانات، ودُمجوا جميعًا ليشكلوا مدينة ريدستون أرسنال. وفي 1949، وافق أمين الجيش الأمريكي على نقل أنشطة أبحاث وتطوير الصواريخ من قاعدة فورت بليس إلى مركز جديد في ريدستون أرسنال.
وعلى مدار العقد التالي آنذاك، توسعت أعمال تطوير الصواريخ بشكل كبير في ريدستون أرسنال. ومع ذلك، اتخذ فون براون الفضاء هدفًا له بشكل كبير، ونشر مقالةً شهيرةً بخصوص هذا الموضوع. وفي منتصف 1952، عمل الألمان بصفتهم موظفين مدنيين نظاميين، وحصل أغلبهم على الجنسية الأمريكية بين عامي 1954و1955. عُين فون براون رئيسًا لقطاع تطوير الصواريخ المُوجهة.
وفي سبتمبر 1954، اقترح فون براون استخدام الصاروخ ريدستون ليكون المعزز الصاروخي الرئيسي لصاروخ متعدد المراحل لإطلاق الأقمار الاصطناعية. وبعد مرور سنة، اكتملت دراسة خاصة بمشروع أوربيتر، والتي كانت توضح خططًا تفصيليةً وجداول لسلسلة من الأقمار الاصطناعية العلمية.
وفي فبراير 1956، تأسست وكالة الصواريخ الباليستية للجيش (ABMA). وكان أحد البرامج الرئيسية بالوكالة؛ إطلاق صاروخ متكون من مرحلة واحدة لمسافة 2400 كيلومتر، وبدأ هذا البرنامج في السنة السابقة آنذاك، وكان مُعدًا للجيش الأمريكي والبحرية الأمريكية، وسُمي بي جي إم 19 جوبيتر. بدأ اختبار مكونات التوجيه بهذا الصاروخ الباليستي ذو المدى المتوسط (IRBM) من طراز «جوبيتر» في مارس 1956 على أحد صواريخ عائلة ريدستون المعدلة التي لُقبت «جوبيتر إيه»، بينما بدأ اختبار مركبة إعادة دخول الغلاف الجوي في سبتمبر 1956 على أحد صواريخ ريدستون ذات مراحل عليا متوازنة بالدوران. طورت هذه الوكالة الصاروخ «جوبيتر سي» المكون من مرحلة أولى من الصاروخ ريدستون، مع اثنين من المراحل العليا لاختبارات مركبة إعادة دخول الغلاف الجوي، أو ثلاث من المراحل العليا لعمليات إطلاق الأقمار الاصطناعية الاستكشافية. خططت الوكالة في البداية أن تكون رحلة يوم 20 سبتمبر 1956 مخصصةً لإطلاق أحد الأقمار الاصطناعية، ولكن بعد تدخل مباشر من الرئيس الأمريكي أيزنهاور، اقتصرت الرحلة على استخدام مرحلتين عليين لتكون رحلًة اختباريةً لمركبة إعادة دخول الغلاف الجوي، وقطعت هذه الرحلة مسافةً أفقيةً قدرها 5390 كيلومترًا، ووصلت إلى ارتفاع 1098 كيلومترًا. وبالرغم من قدرة الصاروخ جوبيتر سي على وضع مرحلةً رابعةً في مدار حول الأرض؛ أُسندت هذه المهمة إلى مختبر أبحاث البحرية الأمريكية (NRL). وستُسخدم صواريخ جوبيتر سي لاحقًا في إطلاق الأقمار الاصطناعية. أُطلقت أول رحلة للصاروخ الباليستي متوسط المدى، طراز جوبيتر، من قاعدة كيب كانافيرال في مارس 1957، وكانت أول رحلة ناجحة للصاروخ تكمل خط سيرها في يوم 31 مايو بنفس العام.

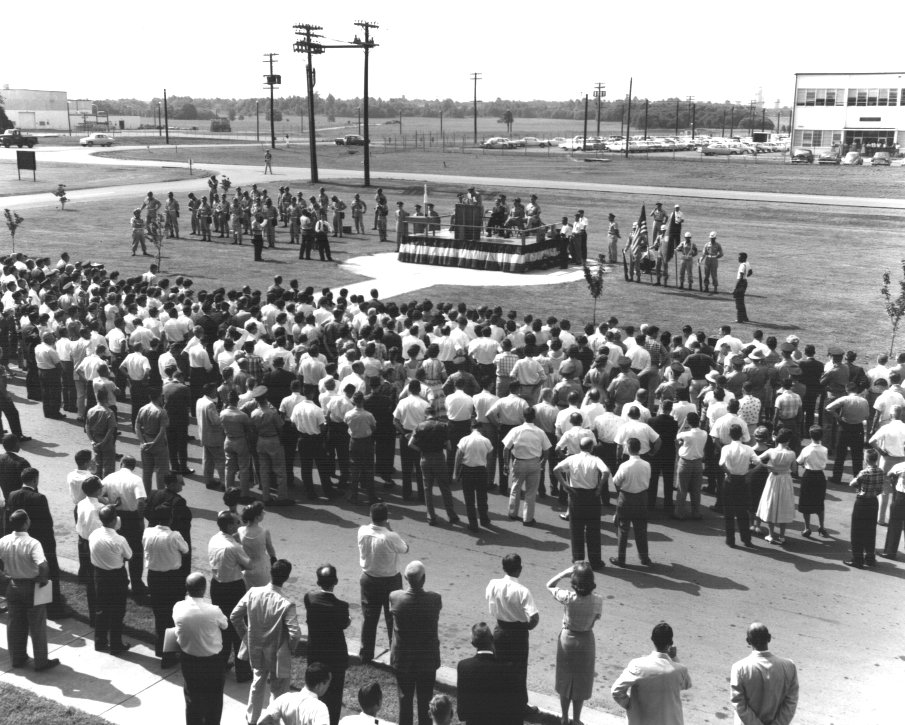
تعليق الصورة بالفقرة: احتفال نقل الأنشطة الفضائية من الجيش الأمريكي إلى وكالة ناسا في يوم 1 يوليو 1960.

أطلق الاتحاد السوفيتي سبوتنك 1، وهو أول قمر اصطناعي يدور حول الأرض، يوم 4 أكتوبر 1957. وأطلق السوفيت سبوتنك 2 بعدها مباشرةً في يوم 3 نوفمبر ليصبح القمر الاصطناعي الثاني الذي يصل إلى المدار حول الأرض. حاولت الولايات المتحدة إطلاق أحد الأقمار الاصطناعية في يوم 6 ديسمبر نفس العام على متن الصاروخ فانغارد الخاص بمختبر أبحاث البحرية الأمريكية، ولكنه ارتفع بالكاد عن السطح، قبل أن يسقط ويرتطم بالأرض منفجرًا.
وبدءًا من نهاية مارس 1958، أصبحت وكالة الصواريخ الباليسيتية بالجيش، مع برامجها الفضائية التشغيلية الجديدة، تابعةً لقيادة الذخائر الصاروخية بالجيش الأمريكي (AOMC).
وفي 2 أبريل نفس العام، أوصى الرئيس الأمريكي آنذاك، دوايت دي. أيزنهاور، الكونغرس بتأسيس وكالةً مدنيةً لإدارة الأنشطة الفضائية غير العسكرية. وفي 29 يوليو، وقع الرئيس الأمريكي القانون الوطني للفضاء والملاحة الجوية، معلنًا عن تأسيس الإدارة الوطنية للفضاء والملاحة الجوية (ناسا). وبالرغم من وجود وكالة فضائية رسمية، استمر الجيش الأمريكي في برامجه الاستكشافية للفضاء السحيق. وفي يونيو 1959، أكملت وكالة الصواريخ الباليستية بالجيش إحدى الدراسات السرية حول مشروع هورايزون، والتي كانت توضح خططًا تفصيليةً حول استخدام المعزز الصاروخي من طراز ساتورن في بناء ثكنة عسكرية مأهولة للجيش الأمريكي على سطح القمر.
سُمي مشروع ميركوري بهذا الاسم في يوم 26 نوفمبر 1958 بشكل رسمي. وهدف هذا المشروع إلى إطلاق بعثات فضائية مأهولة في المستقبل، وكان القردان إيبل وبيكر بهذا المشروع أول كائنات حية تصل إلى الفضاء الخارجي وتعود سالمةً إلى الأرض في 28 مايو 1959.
في 21 أكتوبر 1959، وافق الرئيس أيزنهاور على نقل جميع أنشطة الجيش الأمريكي المتعلقة بالفضاء إلى ناسا. وطُبق هذا القرار في 1 يوليو 1960، عندما نُقل 4670 موظفًا مدنيًا، ومنشآت ومعدات تُقدر قيمتها بنحو 100 مليون دولار أمريكي، بالإضافة إلى مساحات أرضية تصل إلى 1840 فدانًا (7.4 كيلومتر مربع) من وكالة الصواريخ الباليستية التابعة لقيادة الذخائر الصاروخية بالجيش الأمريكي إلى مركز جورج سي. مارشال لبعثات الفضاء التابع لوكالة ناسا. وافتُتح المركز رسميًا في ريدستون أرسنال بنفس اليوم، ثم افتتحة الرئيس الأمريكي أيزنهاور بنفسه في يوم 8 سبتمبر. وسُمي المركز بهذا الاسم تكريمًا لجنرال الجيش الأمريكي جورج مارشال.

### الحاضر والمستقبل – العقد 2010 فصاعدًا
يحظى مركز مارشال لبعثات الفضاء بقدرات ومشاريع داعمة لبعثات وكالة ناسا في ثلاثة مجالات رئيسية: الإطلاق من سطح الأرض (المركبات الفضائية)، والعيش والعمل في الفضاء الخارجي (محطة الفضاء الدولية)، وفهم عالمنا وما بعده (الأبحاث العلمية المتقدمة).

#### محطة الفضاء الدولية
أُنشئت محطة الفضاء الدولية في شراكة بين وكالات الفضاء الأمريكية، والروسية، والأوروبية، واليابانية، والكندية. ظلت المحطة مأهولةً بالبشر منذ 2 نوفمبر 2000 على نحو مستمر. تدور المحطة حول الأرض 16 مرةً في اليوم على متوسط ارتفاع 400 كيلومتر، وتمر المحطة أعلى 90% من سطح الكرة الأرضية.
خُطط أن تعمل محطة الفضاء الدولية حتى نهاية عام 2030 على الأقل.
دعم مركز مارشال لبعثات الفضاء أنشطة مختبر (ديستيني) الأمريكي، بالإضافة إلى بعض أنشطة محطة الفضاء الدولية من خلال مركز عمليات الحمولات (POC). تضمنت الأنشطة البحثية تجارب على موضوعات تتراوح بين فيزيولوجيا الإنسان والعلوم الفيزيائية. يعمل العلماء، والمهندسون، وأفراد وحدة التحكم بالرحلات على مدار الساعة في مركز عمليات الحمولات لربط الباحثين الموجودين على الأرض بجميع أنحاء العالم، بالإضافة إلى تجاربهم، برواد الفضاء الموجودين على متن محطة الفضاء الدولية.

#### الأبحاث العلمية المتقدمة
أُجريت مئات التجارب على متن محطة الفضاء الدولية. أصبحت الصور الملتقطة للفضاء العميق بواسطة تلسكوب هابل الفضائي، ومرصد تشاندرا للأشعة السينية، متاحةً بفضل منشآت مركز مارشال، وجهود العاملين به، بشكل جزئي. لم يكن المركز مسؤولًا فقط عن تصميم، وتطوير، وبناء هذه التلسكوبات؛ ولكنه أيضًا يضم حاليًا المنشأة الوحيدة في العالم الخاصة باختبار مرايا التلسكوبات الضخمة في بيئة تحاكي بيئة الفضاء الخارجي. وما زال العمل جاريًا هناك على تلسكوب جيمس الفضائي (JWST)، والذي سيضم أكبر مرآة رئيسية تُجمَّع في الفضاء.
يعتبر المركز الوطني لعلوم وتقنيات الفضاء (NSSTC) مشروعًا بحثيًا مشتركًا بين وكالة ناسا وسبع جامعات بحثية بولاية ألاباما. ويهدف هذا المركز بشكل رئيسي إلى تعزيز التعاون في الأبحاث العلمية بين الحكومة، والأكاديميات البحثية، والمؤسسات الصناعية. يتكون هذا المركز من سبعة مراكز بحثية: البصريات المتقدمة، والتقانة الحيوية، والهيدرولوجيا العالمية والمناخ، وتقانة المعلومات، وعلوم المواد، والدفع، وعلوم الفضاء.

## اقرأ أيضا
- وكالة الفضاء الفرنسية
- مركز لندون بي جونسون للفضاء
- قاعدة كاب كانافيرال للقوات الجوية
- مركز كينيدي للفضاء
- مركز جويانا للفضاء
- قائمة ناسا لمراكز الزوار